# Frances Fox Piven

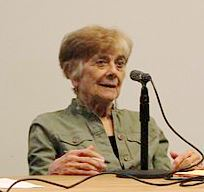
Frances Fox Piven

Frances Fox Piven (* 1932 in Calgary, Alberta) ist eine kanadische Professorin für Politikwissenschaft und Soziologie am Graduate Center der City University of New York.
Sie wurde 1962 an der University of Chicago promoviert. 2006 bis 2007 war sie Präsidentin der American Sociological Association. Sie war mit Richard A. Cloward verheiratet, mit dem sie lange Zeit zusammenarbeitete. Er starb 2001.

## Aktivitäten
Während ihrer gesamten Laufbahn verband Piven ihre akademische Arbeit mit sozialem und politischem Engagement. Ein Beispiel: 1983 war sie Mitgründerin von Human SERVE, einer Organisation, die Menschen dazu zu bringen versuchte, sich für die Wahlen registrieren zu lassen. Der Vorschlag der Gruppe war, dass Menschen, die soziale Dienste in Anspruch nahmen oder mit der Kfz-Verwaltung zu tun hatten, auf eine Registrierung angesprochen werden sollten. Die Forschung hatte ergeben, dass gerade Arme sich oft nicht registrieren ließen. Die Initiative von Human Serve wurde von der Regierung Clinton aufgegriffen und 1993 der National Voter Registration Act novelliert. Diese Fassung des Gesetzes ist im Volksmund als „motor voter bill“ (Ehrenreich 2006) bekannt.
Nach andauernden Anfeindungen durch den ultrakonservativen Fox-Nachrichtensprecher Glenn Beck erhielt Piven wiederholt Morddrohungen.

## Preise und Ehrungen
Sie erhielt den American Sociological Association Career Award for the Practice of Sociology (2000), den Mary Lepper Award of the Womens’ Caucus of the American Political Science Association (1998); den Lifetime Achievement Award of the Political Sociology Section of the American Sociology Association; den Tides Foundation Award for Excellence in Public Advocacy (1995); den Annual Award of the National Association of Secretaries of State (1994); President’s Award of the American Public Health Association (1993), Lee/Founders Award of the Society for the Study of Social Problems; den Eugene V. Debs Foundation Prize und den C. Wright Mills Award.
1979/80 amtierte sie als Präsidentin der Society for the Study of Social Problems.

## Bibliographie
- Challenging Authority: How Ordinary People Change America (Rowman and Littlefield, 2006)
- The War at Home: The Domestic Costs of Bush's Militarism (New Press, 2004)
- Labor Parties in Postindustrial Societies (Oxford University Press, 1992)

Mit Richard Cloward:
- Why Americans Still Don't Vote: And Why Politicians Want it That Way (Beacon, 2000)
- The Breaking of the American Social Compact (New Press, 1997)
- Why Americans Don't Vote: And Why Politicians Want it That Way (Beacon, 1988)
- New Class War: Reagan's Attack on the Welfare State and Its Consequences (Pantheon, 1982)
- Poor People's Movements: Why the Succeed, How they Fail (Pantheon, 1977), dt. Aufstand der Armen, Frankfurt am Main : Suhrkamp, 1986
- Regulating the Poor: The Functions of Public Welfare (Pantheon, 1971), dt. Regulierung der Armut : die Politik d. öffentl. Wohlfahrt, Frankfurt am Main : Suhrkamp, 1977.

Papiere von Frances Fox Piven Papers werden am Smith College aufbewahrt.